# 後頭前頭筋
後頭前頭筋（こうとうぜんとうきん、英語: occipitofrontalis muscle）は頭蓋表筋のうち、頭蓋周囲にある筋肉の総称。筋肉の一方が皮膚で終わっている皮筋である。
人間の後頭前頭筋は、後頭筋、前頭筋の2つの筋肉によって構成される。